# MAG-95半自動手槍
MAG-95是一款由波兰槍械設計師馬利安·吉史格佛斯（Marian Gryszkiewicz）所設計、位於拉多姆的阿切爾武器工廠（現稱：Fabryka Broni Łucznik）生產的半自動手槍。改進的型號是MAG-98，目前是MAG-08。MAG-95手槍的設計師放棄了以往採用9×18毫米馬卡羅夫口徑手枪子彈時期的設計實踐基礎，而是受到西方設計手法的影響而利用9×19毫米口徑手枪子彈和一些最新型的保險和其他設計技術。
MAG-95採用了大多數對於西方射手而言已經習以為常，但已經從大多數東歐手槍都沒有而直到最近才有的、能夠方便使用者的設備。
「MAG」之名是來自該槍槍械設計師的第一個字母縮寫，而數字「95」則是表示其樣槍工作的總體完成的年份。
PR-15 Ragun為MAG的發展型，現已改稱為FB VIS 100。

## 研製歷史
1993年，馬利安·吉史格佛斯的圑隊在波蘭拉多姆阿切爾武器工廠開始新手槍的研製工作。它的研製目的主要是給波蘭軍隊採用，並且取代過時的P-64和P-83釩式手槍。最明顯的是選用的口徑是更火力強大、北約制式的9×19毫米手枪子彈，以取代舊式的9×18毫米馬卡羅夫手槍子彈。由於軍隊沒有制定出屆時手槍的技術條件，該工廠需要由他倆自行進行研製，並決定利用世界上最好的設計經驗，設計一款經典結構的手槍。首席設計師是馬利安·吉史格佛斯（Marian Gryszkiewicz）。該槍由1993年後期設計。1994年，該槍的原型進行了測試；1995年，該槍信息系列亦出現。手槍的操作原理是槍管短行程後座作用操作，機構類似於白朗寧大威力半自動手槍。
1995年，該手槍接受波蘭軍隊進行的評估。它比其競爭對手，WIST-94半自動手槍有著更好的可靠性、耐用性和安全性（防止掉落時意外射擊保險更優秀）等的優勢。然而，MAG型號並沒有被軍隊採用，因為它不符合技術指標，即是在1993年底設定，分別超出質量（800克）和尺寸（190×135×33毫米）標準。
1996年，開發圑隊設計了更輕便的衍生型MAG-98，它採用了鋁製底把（最初命名為MAG-96）；但儘管陸軍表明有興趣，但該槍仍然超重75克，而且尺寸是一模一樣的。因此1999年，其競爭對手WIST-94就被採用作為制式武器。在接下來的幾年中，MAG為波蘭邊境衛隊、監獄民警衛隊（Straz Więzienna）和民用市場而生產，但批量很小（由於嚴格的槍械法例，波蘭民用槍械市場非常小）。波蘭警方亦有測試該槍，但其他手槍（格洛克手槍、瓦爾特P99）卻以其低廉的價格獲得了波蘭警察組織的大量採購。
最後生產的衍生型是MAG-98C，用於實戰射擊（IPSC）比賽，具有20發彈匣和可調節瞄準具。另外也向美國市場生產過一小批量（最多100把手槍），具有10發彈匣。2000年，由於訂單不足，而且製造商破產以後，該槍停止生產。
該手槍在使用者之間有著良好的口碑：它被認為是一把精確、均衡和持久的武器。它的質量使其發射過程中帶來良好的穩定性。該手槍亦比WIST-94要簡單和便宜，此外，一些陸軍使用者也選用MAG為其個人手槍。
2008年，阿切爾武器工廠製造商的繼承者，Fabryka BroniŁucznik推出了新型衍生型MAG-08，它整合了MIL-STD-1913戰術導軌並作出少量其他改進。截至2008年，其資料還沒有得到廣泛的公佈。

## 設計細節
MAG-95手槍的所有部件均採用钢材製造，為一把全鋼製大型手槍。它在很大程度上依賴於後期型白朗寧的設計特點，和其他的特點相結合，從幾種武器整合到這把手槍。閉鎖系統是廣泛使用的白朗寧系列傾斜槍管和絞鏈動作。該槍亦將雙動操作扳機與待擊解脫桿（英語：Decocking lever）相結合，當已經上膛時讓外置的擊錘降低。只要50牛頓（11.24磅力）的扳機扣力即可讓擊錘重新進入待擊並進行實彈射擊。
該槍採用開放式擊錘、常規雙動操作扳機（亦可單動操作），槍管鍍铬以延長其使用壽命，而且讓其更容易清潔。MAG-95是設計為雙手操作，而且右手和左手使用者都適合使用的手槍（例如其待擊解脫桿）。據稱，該手槍具有很好平衡性，在連發的時候有著很高的精度。其彈匣的容量為15發，但亦可選用20和10發的彈匣。其他可選擇裝置包括要安裝在扳機護環前方的雷射瞄準器。標準的表面處理是黑色啞光漆面塗層，但亦可選擇明亮或啞光鍍铬的表面處理。
MAG-98還內置了緩衝器，而主要用作運動手槍的MAG-98C同樣裝有緩衝器。

## 使用國
| 國家   | 組織名稱                                      |
| ------ | --------------------------------------------- |
| 立陶宛 | 於2000年從波蘭獲得10把                        |
| 波蘭   | 波蘭邊境衛隊、監獄民警衛隊（Straz Więzienna） |

### 引用
1. 1 2  Sitarski, M. Dzieje pewnego MAG-a, p. 20-27
2. 1 2  Powrót MAG-a

## 外部連結
- （波兰語）—Łucznik Arms Factory – official page